# Scaphidysderina hormigai
Espèce
Scaphidysderina hormigai est une espèce d'araignées aranéomorphes de la famille des Oonopidae.

## Distribution
Cette espèce est endémique du département de Valle del Cauca en Colombie,. Elle se rencontre vers 2 085 m d'altitude dans la cordillère Occidentale.

## Description
Le mâle holotype mesure 2,07 mm et la femelle paratype 2,50 mm.

## Étymologie
Cette espèce est nommée en l'honneur de Gustavo Hormiga.

## Publication originale
- Platnick & Dupérré, 2011 : The Andean goblin spiders of the new genus Scaphidysderina (Araneae, Oonopidae), with notes on Dysderina. American Museum Novitates, no 3712, p. 1-51 (texte intégral).